# Essential Products
Essential Products (МФА: [/ɪˈsɛn.ʃəl ˈprɑː.dʌkts/], исэ́ншл про́дактс», с англ. буквально «ключевые продукты») — американская технологическая компания и производитель электроники, основанная 9 ноября 2015 года Энди Рубином и базирующаяся в Пало-Алто. Компания разрабатывала, производила и продавала телефон Essential Phone и аксессуары к нему, например 360-градусную камеру. 12 февраля 2020 года компания закрылась, заявив, что разрабатывает новый телефон, но «нет чёткого пути его поставки клиентам».
17 февраля 2021 года была куплена британским производителем электроники Nothing, принадлежащим Карлу Пею.

## История

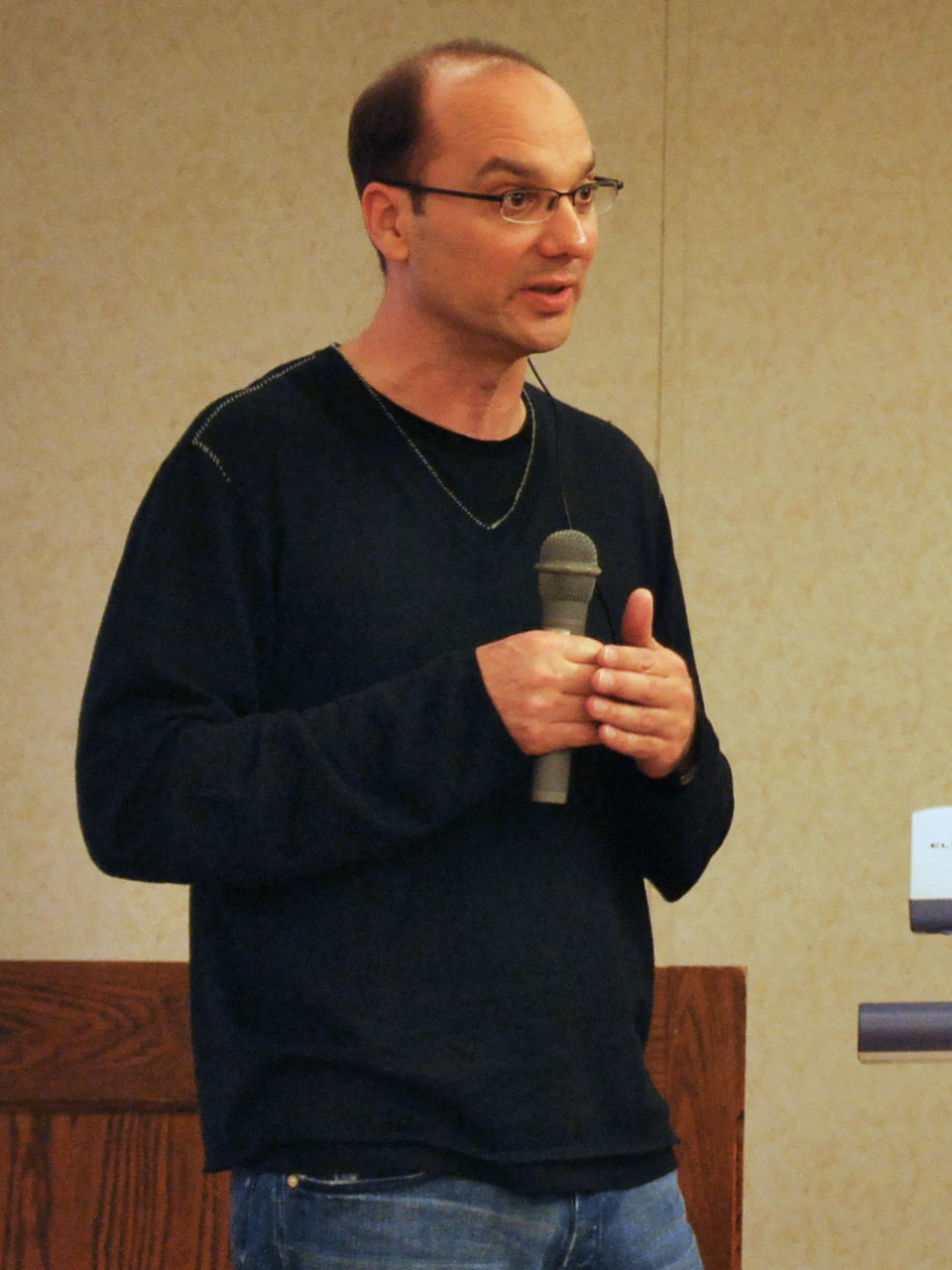
Эндрю Рубин, основатель компании в 2008 году

Компания была основана в Пало-Альто 9 ноября 2015 года соучредителем Android Эндрю Рубином при финансовой поддержке Playground Global. В декабре 2016 года Брайан Уоллес покинул пост директора по маркетингу Magic Leap и начал работать с Рубином. В том же месяце в Ведомство по патентам и товарным знакам США были поданы заявки на регистрацию товарных знаков с названием «Essential».
В январе 2017 года Bloomberg писали о том, что компания планирует представить смартфон. В марте Рубин опубликовал в своем аккаунте в Twitter изображение, которое рекламировало неанонсированный смартфон. 25 мая компания опубликовала в своем аккаунте в Twitter второе изображение смартфона. 30 мая компания анонсировала смартфон, получивший название Essential Phone, и умную колонку Essential Home.
В августе 2017 года Amazon, Tencent и Foxconn инвестировали в Essential Products около $300 млн.
В августе 2017 года компания была оценена как «единорог».
В декабре 2018 года компания Essential приобрела CloudMagic, владельца мобильного приложения электронной почты Newton.
В октябре 2019 года компания анонсировала замену PH-1 под названием «Gem». Это устройство будет иметь гораздо более тонкий корпус, чем предшественник, будет в основном использовать голосовое управление c искусственным интеллектом для обработки голосовых команд. Однако новый продукт так и не появился на рынке, поскольку 12 февраля 2020 года компания объявила о прекращении своей деятельности, так как «нет чёткого способа доставки (имеется ввиду „Gem“) клиентам».

## Продукты

### Essential Phone
Essential Phone — телефон, представленный в 2017 году. Устройство можно обновить до Android 10 и оно продавалось только в США и Канаде. После 3 февраля 2020 года устройство не будет получать обновления программного обеспечения, включая исправления безопасности в связи с прекращением деятельности компании.

### Newton Mail
В начале 2019 года компания Essential Products приобрела CloudMagic, Inc., разработчика приложения Newton Mail, которое было закрыто в сентябре 2018 года. Электронная почта восстановила работу вскоре после приобретения. Newton Mail был закрыт 30 апреля 2020 года.

### Невышедшие продукты
Проект GEM был прототипом второго телефона, разработанного Essential Products Inc. Он был анонсирован в блоге компании 9 октября 2019 года и отменён три месяца спустя, 12 февраля 2020 года, что совпало с датой закрытия Essential.
Essential Home — это умная колонка и домашний аудио-центр, работающий под управлением разработанной Essential операционной системы под названием «Ambient OS». Выпуск устройства был запланирован на конец 2017 года, однако он так и не появился на рынке.